# Heinrich Mandixen
Heinrich Mandixen, auch latinisiert Mandixius oder Mandictius (* September 1536 in Flensburg; † 8. März 1581 in Braunsberg) war ein deutscher Jesuit.

## Leben und Wirken
Heinrich Mandixen war ein Sohn des Flensburger Bürgermeisters Marcus Mandixen († 7. Juli 1567) und dessen Ehefrau Metta, geborene Holst. Er besuchte zunächst eine Schule in Flensburg und wechselte mit 13 Jahren auf das Johanneum Lüneburg, wo er fünf Jahre blieb. Im August 1555 schrieb er sich als Henricus Mandictius zusammen mit seinem Bruder Matthias für ein Studium an der Universität Rostock ein. Er lernte dort fünf Jahre und beschäftigte sich dabei in den letzten beiden Jahren mit dem Zivilrecht. Danach studierte er in Paris, wo er sich nach kurzer Zeit der Theologie widmete. 1562 trat er vom evangelischen zum katholischen Glauben über. Er selbst gab an, später noch drei Jahre Rechtswissenschaften an der Universität Köln belegt zu haben, wo er jedoch nicht in der Matrikel verzeichnet ist. Seine Besuche mehrerer Universitäten blieben ohne akademischen Abschluss.
Mandixen arbeitete danach ein Jahr als Präzeptor eines Adligen und ging zurück nach Flensburg. Dort lebte er drei Jahre und beschäftigte sich mit den Schriften von Kirchenvätern und anderen theologischen Texten. Er selbst sagte, dass er in Köln Berichte der Mission aus Indien gelesen und daraufhin überlegt habe, Mitglied des Jesuitenordens zu werden. Er sei dem Rat gefolgt, dies nicht zu tun, habe sich aber seitdem ganz der Religion widmen wollen. Er gelobte Gott, keusch zu bleiben, und lehnte die Hochzeit mit einer reichen Witwe, zu der ihn Freunde drängten, ab. Danach ging er über Danzig in das katholische Braunsberg, beichtete bei einem Priester der Jesuiten und legte die Exerzitien ab. Am 17. April 1572 bat er darum, dem Orden beitreten zu dürfen.
Am 5. Juni 1572 legte Mandixen das erste Gelübde ab und wirkte danach als Novize in Braunsberg und Wilna. Im Mai 1574 ging er, wahrscheinlich um persönliche Dinge zu klären, nach Flensburg. Im August 1754 hielt er sich erneut in Braunsberg auf und schenkte dem Kolleg rund 100 Gulden, bei denen es sich wahrscheinlich um seinen Erbteil handelte. Im Jahr darauf bekam er in Wilna Besuch von einem Neffen. 1576 schlug man ihn bei einem Aufenthalt in Pultusk zur Priesterweihe vor, der die Ordensleitung erst nach dem September 1577 zustimmte.
Die katholische Mission im Norden stand während Mandixens Zeit insbesondere im Zeichen von Laurentius Nicolai Norvegus und Antonio Possevino. 1579 entstand als Ergänzung des Lyceum Hosianum in Braunsberg ein päpstliches Alumnat, das, finanziert vom Heiligen Stuhl, bevorzugt nordische Geistliche aufnahm. Hier wirkte Mandixen bis zu seinem Tod.
Mandixen hatte Kontakte zu Lütke Namens, der wahrscheinlich auch religiösen Einfluss auf ihn hatte. Namens’ Eltern hatten Mandixens Vater als einen ihren Testamentsvollstrecker vorgesehen und Namens riet 1552 seinem Vater, ein von diesem gestiftetes Stipendium für ein Studium in Rostock oder Löwen an Mandixen zu vergeben. Nach dem Tod von Marcus Mandixen übernahm sein Sohn die Aufgabe des Testamentsvollstreckers. Er ordnete Namens' Bibliothek, für die sich Namens bereits früher um die Änderung des väterlichen Testaments bemüht hatte. So sollte ein Kolleg für die Ausbildung katholischer Geistlicher entstehen, dem er die Bibliothek vermachen wollte.
Namens konnte seine Pläne für Kolleg und Bibliothek aufgrund der kirchlichen Verhältnisse nicht realisieren. Stattdessen sah er sich gezwungen, dem Neubau einer lutherischen Lateinschule zuzustimmen. Er bemühte sich 1574 erfolglos, vom Rat der Stadt die Stiftungsurkunde zu erhalten, um sein Vorhaben noch umsetzen zu können. Zur selben Zeit forderte er von Mandixens Bruder, vermutlich enttäuscht, das Heinrich Mandixen von seinen Eltern gewährte Stipendium zurückzuzahlen. Mandixen selbst starb aufgrund einer Epidemie und bewirkte für seine Landsleute nur sehr wenig.